# Samche-Saatabago
Samche-Saatabago ili Samche Atabegate (gruz. სამცხე-საათაბაგო), zvana i Kneževina Samche (სამცხის სამთავრო), bila je gruzijska feudalna kneževina u Gornjoj Kartliji, kojom je gotovo tri i pol stoljeća vladao atabeg Gruzije (između 1268. i 1625. godine). Njezin teritorij sastojao se od današnje regije Samche-Džavahetije i povijesne regije Tao-Klardžetije.

## Povijest
Početkom 13. stoljeća, članovi kuće Džakeli bili su jedni od mnogih moćnih plemića, a zasigurno nisu bili i najznačajniji. Naslov atabeg, po kojem će kasnije biti poznati Džakeliji, još je bio rezerviran za Mhargrdzele, armensku obitelj koja je kontrolirala Ani. Uspon linije Džakeli usko je povezan s invazijom Mongola na Gruziju. U ovoj početnoj fazi osvajanja, većina gruzijskih i armenskih plemića, koji su zauzimali vojne položaje duž pograničnih regija, podvrgavali su se bez ikakvog ozbiljnog protivljenja ili pružanja otpora na obrani svojih utvrđenja, dok su drugi radije bježali u sigurnija područja. Kraljica Rusudan morala je izbjeći iz Tbilisija za Kutaisi, a istočnu Gruziju prepustiti atabegu Avagu Mhargrdzeliju i Egarslanu Bakurtsiheliju, koji su se pomirili s Mongolima i pristali im plaćati danak. Jedini gruzijski velikaš koji se uspio oduprijeti bio je Ivan I. Dakeli, knez Samchea. Njegovi prostrani posjedi bili su strahovito opustošeni, a Ivan se morao konačno, uz pristanak kraljice Rusudan, pokoriti osvajačima 1238. godine.
Kako bi iskoristili slabosti Gruzije, Turkmeni su krenuli s upadima u jugozapadnu Gruziju. Stanovništvo Taoa, Klardžetije i Kola pozvalo je pozvalo je u pomoć Kvarkvara. Sredinom 13. stoljeća posjedi Džakelija prostirali su se na većinu planinskih područja sjeveroistočne Anadolije južno od obale Crnog mora do ruba ravnice Erzurum. Zemlje Džakelija postale su uporište opozicije mongolskoj vlasti.
Sargis I. Džakeli i David Ulu pobunili su se protiv svojih mongolskih gospodara. Golema vojska Mongola predvođena Argun-akom napala je južnu gruzijsku provinciju Samche, porazila kralja i njegovog spasalara (generala) Sargisa Džakelija, ali nije mogla zarobiti glavna uporišta pobunjenika, pa su napustili zemlju u lipnju 1261. godine. Kako su snage bile nejednake David Ulu se morao skloniti svom rođaku Davidi Narinu na dvor u Kutaisiju. Godine 1262. pomirio se s Mongolima i vratio se u Tbilisi, djelotvorno podijelivši zemlju na dva dijela, s obojicom vladara nazvanim kraljevima Gruzije.

### Ustanova kneževine
Na Ilhanov zahtjev, vojska Davida Ulua poslana je 1263. godine braniti utvrde Sibe protiv Zlatne Horde. Godine 1265., gruzijske snage koje su služile kao prethodnica Ilhanidske vojske, porazile su Berkea, kana Zlatne Horde, i protjerale njegovu trupe iz Širvana. Sargis Džakeli istaknuo se u bici protiv Horde. Zato što mu je spasio život, Hulagu ga je bogato nagradio, uključujući grad Erzurum. David Ulu je nakon toga nagovorio Hulegua da opozove tu nagradu kako ne bi Sargisa učiniti premoćnim. Kao rezultat spora s kraljevskim dvorom, pokrajina Samche se odcijepila i izravno podvrgla vladavini Ilhanidskog Carstva 1266. godine. Gruzija se dalje raspala formirajući tri zasebna politička entiteta. Samche je uspio ostati kulturno razvijeni dio Gruzije. 
Iako je bio neovisan, Samche je i dalje održavao nekakve odnose s Gruzijom, a sam Beka je od gruzijskog kralja dobio titulu Mandaturuhucesi (Mandator). U vrijeme Bekine vladavine Turci iz Rumskog sultanata postali su aktivniji na jugozapadnim granicama. Nakon niza invazija, Beka se uspio obraniti od napada. Bio je pobornik održavanja gruzijskog političkog utjecaja preko Trapezuntskog Carstva. Zbog toga je svoju kćer Džiadžak udao za trapezuntskim cara Aleksija II., koji mu je dodijelio Laziku. Druga Bekina kći, Natela, postala je supružnica Dmitra II. i rodila mu sina i nasljednika prijestolja. Nakon Dmitrovog pogubljenja, djed je na njegovom dvoru podigao budućeg kralja Đuru V. Godine 1334., Đuro V. potvrdio je kraljevsku vlast nad gotovo neovisnom kneževinom Samche, kojom je vladao njegov rođak Kvarkvar I. Đuro je obitelji Džakeli dodijelio titulu atabega.

### Invazije Timura
Između 1386. i 1403. godine, Timur je pokrenuo niz kampanja protiv Gruzije. Službena povijest Timurove vladavine, Zafarnama, predstavlja ovu kampanju kao džihad. Samche je bio na prvoj crti ovih napada. Timur je krenuo iz Karsa i napao Ahalcihe. Odatle je krenuo na Tbilisi, kojeg je utvrdio gruzijski kralj Bagrat V. Grad je pao 21. studenog 1386. godine, a kralj Bagrat V. je zarobljen i prisilno konvertiran na islam. Bagrat je dobio oko 12 000 vojnika da se ponovno uspostavi u Gruziji, čiju je vladu vodio njegov sin i suvladar Đuro VII. tijekom Bagratovog odsustva na Timurovom dvoru. Bagrat i Đuro vodili su tajne pregovore, pa je Đuro uspio uhvatiti Đurinu islamsku pratnju u zasjedu, i osloboditi oca.
U proljeće 1387. godine Timur se vratio u Gruziju kako bi se osvetio. No, ponovno pojavljivanje kana Tohtamiša u Iranu natjeralo ga je na privremeno povlačenje. Čim je Zlatna Horda poražena, Timur se vratio ponovno napasti Gruziju. Godine 1394. poslao je četiri generala u provinciju Samche, s naredbama za primjenu islamskog zakona gazi (tj. sustavnog prepada na nemuslimanske zemlje). Godine 1399., Timur je nastavio daljnje napade na posjede Ivana II. Džakelija. 
Krajem 1401. Timur je još jednom napao Gruziju. Đuro VII. morao je moliti za mir, pa je poslao brata s darovima. Timur se pripremao za veliko sučeljavanje s osmanskom dinastijom i očito je želio zamrznuti trenutno prevladavajuću situaciju u Gruziji. Stoga je sklopio mir s Đurom, koji mu je morao priskrbiti ljudstvo za trupe i dodijeliti posebne povlastice muslimanima. Unatoč tome, Timur je poduzeo neke preventivne mjere i napao gruzijski garnizon Tortumi, srušivši kaštel i pljačkajući okolno područje.  Jednom kad su Osmanlije poražene, Timur je, povratkom u Erzurum 1402. godine, odlučio kazniti kralja Gruzije jer mu nije došao čestitati na pobjedi. Ivan Džakeli je, međutim, pristigao je s darovima, koji su Timuru pružili dobar razlog za održavanje razumnih odnosa s vladarima Samchea.

### Invazije Turkmena
Nakon razornih invazija Timura i naknadnog slabljenja Kraljevine Gruzije, ona se ubrzo suočila s novom prijetnjom. Timuridska hegemonija nije potrajala, jer su nakon Timurove smrti 1405. godine Turci Kara Koyunlua ponovno uspostavili svoje carstvo. Iskoristili su privremenu slabost Gruzijaca i pokrenuli protiv njih napade, u kojima je Đuro VII. ubijen. Kao odgovor, Konstantin I. suočio se s Turkomanima u bitci kod Čalagana, u kojoj je poražen i pogubljen. Aleksandar I. je nastojao ojačati i obnoviti svoje propadajuću kraljevinu, ali se suočavao s neprestanim invazijama plemenskih Turkomana. Nekoliko puta su puta pljačkali Ahalcihe, prvi pod Kara Jusufom 1414. godine, drugi pod Džahan-šahom 1444. godine. Snaga Jahan-šaha su se sučelile sa snagama Vahtanga IV., ali kako borbe nisu okončane, Džahan-šah se vratio u Tabriz. Godine 1467., Uzun Hasan porazio je Džahan-šaha. Kara Koyunlu je pao, a Ak Koyunlu postaje glavna sila u istočnoj Anadoliji.

### Odcjepljenje od Gruzije
Politički raskol Kraljevine Georgije ubrzao je Kvarkvar II. Džakeli, koji se, poput svog oca, borio protiv gruzijske kraljevske kuće za neovisnost Samchea. Godine 1465. pobijedio je gruzijskog kralja Đuru VIII. u bitci kod jezera Paravani i odvojio se od Gruzije. Također je sudjelovao u gruzijskom građanskom ratu, nakon kojeg je pala Ujedinjena gruzijska kraljevina. Kvarkvarovu neovisnu vladavinu obilježio je rat s moćnim muslimanskim državama koje su okruživale kneževinu. Ak Koyunlu je izvršio napade nekoliko puta: 1466., 1476. – 1477. i 1485. godine, a od 1479. godine i Osmanlijsko Carstvo počelo je zadirati u područja. Godine 1479. opustošio je zemlju oko Erzuruma. Za razliku od njegova oca, Kajhosro je sklopio mir s ostalim gruzijskim kraljevstvima (Kartlijom, Kahetijom i Imeretijom). S kraljem Aleksandrom I. i Konstantinom od Kartlije dogovorio se pomoći prvom safavidskom šahu Ismailu uništiti vladavinu Ak Koyunlua u Perziji.
Kad je Kajhosro I. umro dvije godine nakon što je stupio na prijestolje, naslijedio ga je njegov jednako pobožni brat Mzetčabuk. On je tražio odvajanje meshetske crkve od gruzijske pravoslavne crkve. Nastojao je ojačati Samche. Uz pomoć osmanskog sultana Selima I, Adžarija je u potpunosti došla pod meshetsku vlast. Abdicirao je 1515. i postao redovnik, a naslov atabega dobio je njegov nećak Kvarkvar III, sin Kajhosroa I. To nije dobro primio njegov mlađi brat Manučar, pa se pobunio protiv Kvarkvara. Manučar je tijekom svoje kratke vladavine poslao mnoge darove osmanskom sultanu Selimu I. i proglasio se štovateljem Osmanlija. Godine 1518., u pobuni koju je poveo Kvarkvar potpomognut safavidskim trupama, napadnut je Samche, a Manučar svrgnut. Kvarkvar je postao novi vladar Meshetije. Nakon toga Manučar je zatražio pomoć od svog sizerena sultana Selima, koji mu je dao ogromnu vojsku. Pokušao se obnoviti kao atabeg, ali su ga Kvarkvarove snage porazile u bici kod Erzuruma.
Tijekom vladavine Kvarkvara III. perzijski utjecaj na Samche rastao je iz dana u dan. Zbog toga su Osmanlije uvelike pustošile zemlju, a posebno njezin jugozapadni kraj. Meshetski gospodari prepoznali su da će pod Kvarkvarovom vlašću Samche završiti u neprijateljskim rukama. Stoga su sklopili savez s gruzijskim kraljevima, Bagratom III. od Imeretije i Luarsabom I. od Kartlije, kako bi okončali Džakelijevu vlast i zaštitili Samche od dominantnih muslimanskih carstava (Osmanlija i Safavida). 1535. godine kralj Bagrat III. je, uz pomoć kneza Rostoma Gurielija i mingrelskih saveznika, napao Samche. Pobijedio je i zarobio Kvarkvara III. u bitci kod Murdžahetija, blizu Ahalkalakija. Gruzijci su pripojili Kneževinu Samche. Kvarkvar je umro u zatvoru, dok je Rostom dobio svoj dio Samchea: Adžariju i Lazetiju, za kojima su dugo čeznuli Gurieli. Nekoliko godina kasnije, Kvarkvarov preživjeli najmlađi sin Kajhosro II. zatražio je od Osmanlija protjerivanje imeretskih i kartlijskih snaga iz Samchea. Osmanlije su uzvratile velikom invazijom: Bagrat i Rostom bili su pobjednici kod Karagaka 1543. godine, ali odlučno poraženi 1545. kod Sohoiste. Samche je postao vazal Osmanskog carstva. Potomci Kvarkvara III. vladali su Samtskhe-Saatabagom do 1628. godine, a zatim Čildirskim ejaletom do 1820-ih.

## Kneževi i atabezi Samchea
| Atabeg/Knez       | Vladavina     | Bilješke                                 |
| ----------------- | ------------- | ---------------------------------------- |
| 1. Sargis I.      | 1268. – 1285. |                                          |
| 2. Beka I.        | 1285. – 1306. |                                          |
| 3. Sargis II.     | 1306. – 1334. |                                          |
| 4. Kvarkvar I.    | 1334. – 1361. |                                          |
| 5. Beka II.       | 1361. – 1391. | (vladao sa Šalvom tijekom 1372. – 1389.) |
| 6. Šalva          | 1372. – 1389. | (suvladar s Bekom II.)                   |
| 7. Aghbugha I.    | 1389. – 1395. | (vladao s Bekom II. i Ivanom II.)        |
| 8. Ivan II.       | 1391. – 1444. | (od 1391. do1395. vladao s Aghbughom I.) |
| 9. Aghbugha II.   | 1444. – 1451. |                                          |
| 10. Kvarkvar II.  | 1451. – 1498. |                                          |
| 11. Kajhosro I.   | 1498. – 1500. |                                          |
| 12. Mzetčabuk     | 1500. – 1515. |                                          |
| 13. Manučar I.    | 1515. – 1518. |                                          |
| 14. Kvarkvar III. | 1518. – 1535. |                                          |
| 15. Kajhosro II.  | 1545. – 1573. |                                          |
| 16. Kvarkvar IV.  | 1573. – 1581. |                                          |
| 17. Manučar II.   | 1581. – 1607. |                                          |
| 18. Manučar III.  | 1607. – 1625. |                                          |